# Brochier
Brochier là một đô thị thuộc bang Rio Grande do Sul, Brasil. Đô thị này có diện tích 109,695 km², dân số năm 2007 là 4701 người, mật độ 42,86 người/km².